# Horst von Waldthausen
Baron Karl Horst von Waldthausen, švicarski dirkač, * 25. marec 1907, Essen, Severno Porenje - Vestfalija, Nemčija, † 27. avgust 1933, Salon-de-Provence, Francija.
Horst von Waldthausen prihaja iz vplivne in pomembne essenske družine, ki je tam vzpostavila industrijski imperij. Začeli so v tekstilni industriji, nato pa so veliko vlagali tako v premogovno in železarsko industrijo, kot tudi bančništvo. Von Waldthausen se je rodil v Essnu, toda živel je v švicarskem mestecu Château Bartholoni, Versoix. Kot motošportni entuziast je zgradil dirkaško stezo na posestvu družinske vile, nad čemer pa niso bili navdušeni sosedje. Zato se je odločil preseliti v Château Tatiana pri Nyonu, okoli 20 km severneje ob obali Ženevskega jezera, kjer je ponovno zgradil privatno stezo. Takrat je bil lihtenštajnski državljan in je bil znan tudi kot Karl de Waldthausen, kasneje pa je prevzel švicarsko državljanstvo. 
Priskrbel je finančna sredstva tako za motociklistično, kot tudi avtomobilistično dirko na dirkališču Meyrin leta 1931. V sezoni 1932 je začel dirkati tudi sam v dirkaškem moštvu Equipe Villars-Waldthausen, ki ga je ustanovil skupaj s Juliom Villarsom. Prvič sta nastopila na enokilometrskem šprintu iz stoječega štarta v Grand Saconnexu severno od Ženeve, Waldthausen je nastopal z Alfo Romeo 1750, zmagal je pa Hans Stuber z Bugattijem T51. Julija je bil v Develier-Les Rangiersu tretji z dirkalnikom Alfa Romeo Monza, prijavljen je bil tudi na dirko Grand Prix du Comminges, toda ni se je udeležil. Osmi je bil v 3-litrskem razredu dirke v Klausnu in tretji na gorski dirki Stelvio, ko sta ga premagal le Mario Tadini in Rudolf Caracciola. V Mont Ventoux je bil v razredu do 3000 cm³ ponovno tretji, tokrat sta ga premagala le Caracciola in Robert Benoist. 
V sezoni 1933 sta Waldthausen in Villars nastopala tudi na dirkah za Veliko nagrado. Na prvi dirki sezone za Veliko nagrado Tunisa je bil Waldthausen četrti, pred njim so se uvrstili Tazio Nuvolari, Baconin Borzacchini in Goffredo Zehender. Toda na naslednjih petih dirkah, Velika nagrada Alessandrie, Velika nagrada Pikardije, Eifelrennen Pikardije, Velika nagrada Francije in Grand Prix de la Marne, je vselej odstopil. Naslednji vidnejši rezultat mu je uspel na dirki za Veliko nagrado La Baule, ko je v neposredni borbi za četrto mesto premagal Stanislasa Czaykowskega. Teden dni kasneje na dirki Grand Prix du Comminges je bil ponovno četrti, pred njim so bili tokrat le Luigi Fagioli, Jean-Pierre Wimille in Guy Moll
Dva tedna kasneje pa je na dirki za Veliko nagrado Marseilla v dvajsetem krogu doživel smrtno nesrečo v Južnem ovinku. Zaradi eksplozije pnevmatike pri visoki hitrosti je njegov dirkalnik večkrat prevrnilo. Pri tem je hudo poškodovanega Waldthausna vrglo iz dirkalnika na stezo. Reševalno vozilo ga je odpeljalo v bolnišnico v Salon-de-Provence, kjer je bil sprejet ob polšestih popoldne, uro kasneje pa je podlegel poškodbam. Utrpel je dvojni zlom desno noge, dvojno zlom rame in notranje poškodbe. Po smrtni nesreči svojega moštvenega kolege je Julio Villars prodal dirkalnika in ni nikoli več dirkal. 